# Rathaus

Das neugotische Wiener Rathaus

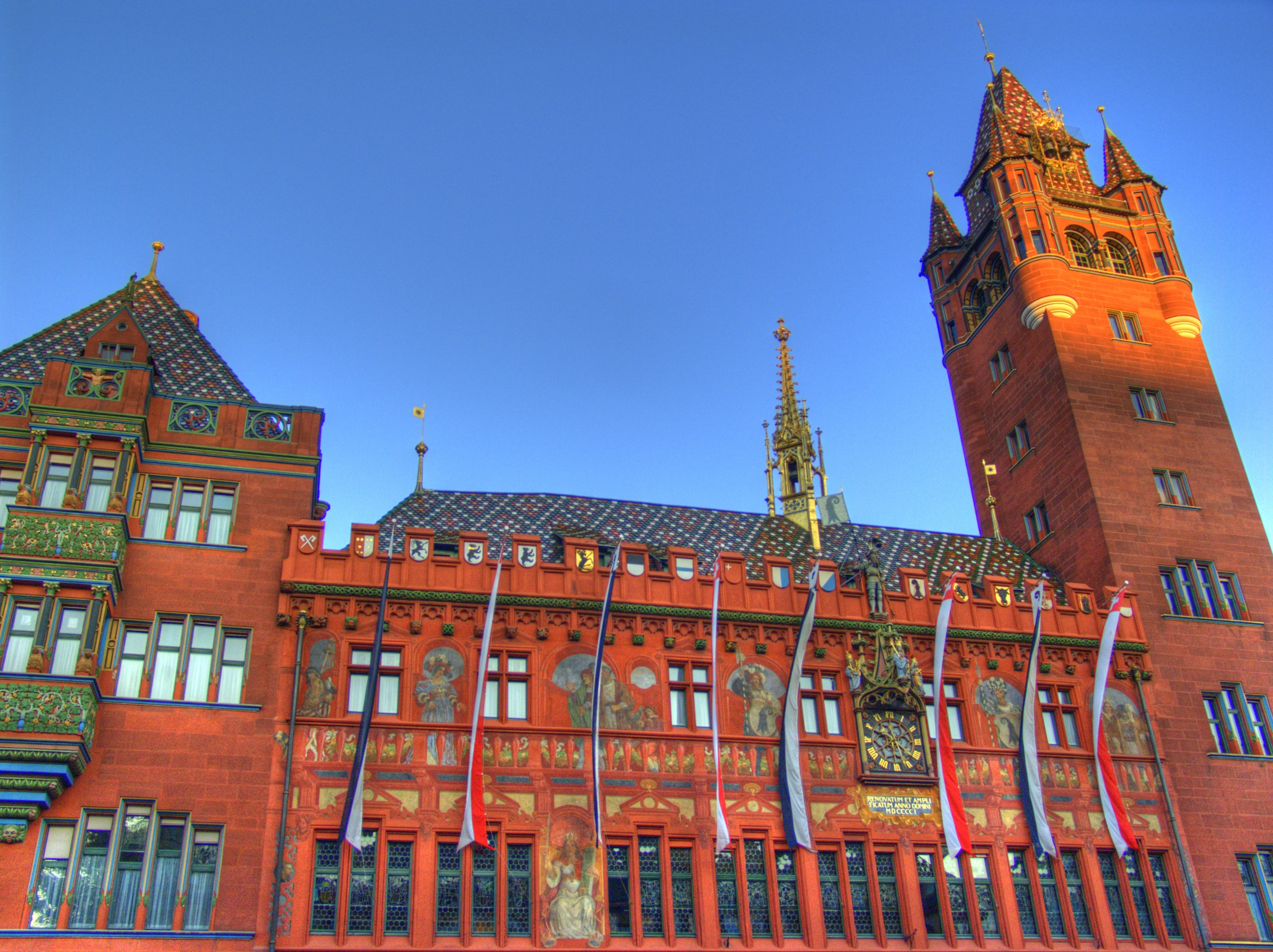
Das Basler Rathaus in der Form nach der Erweiterung von 1904.

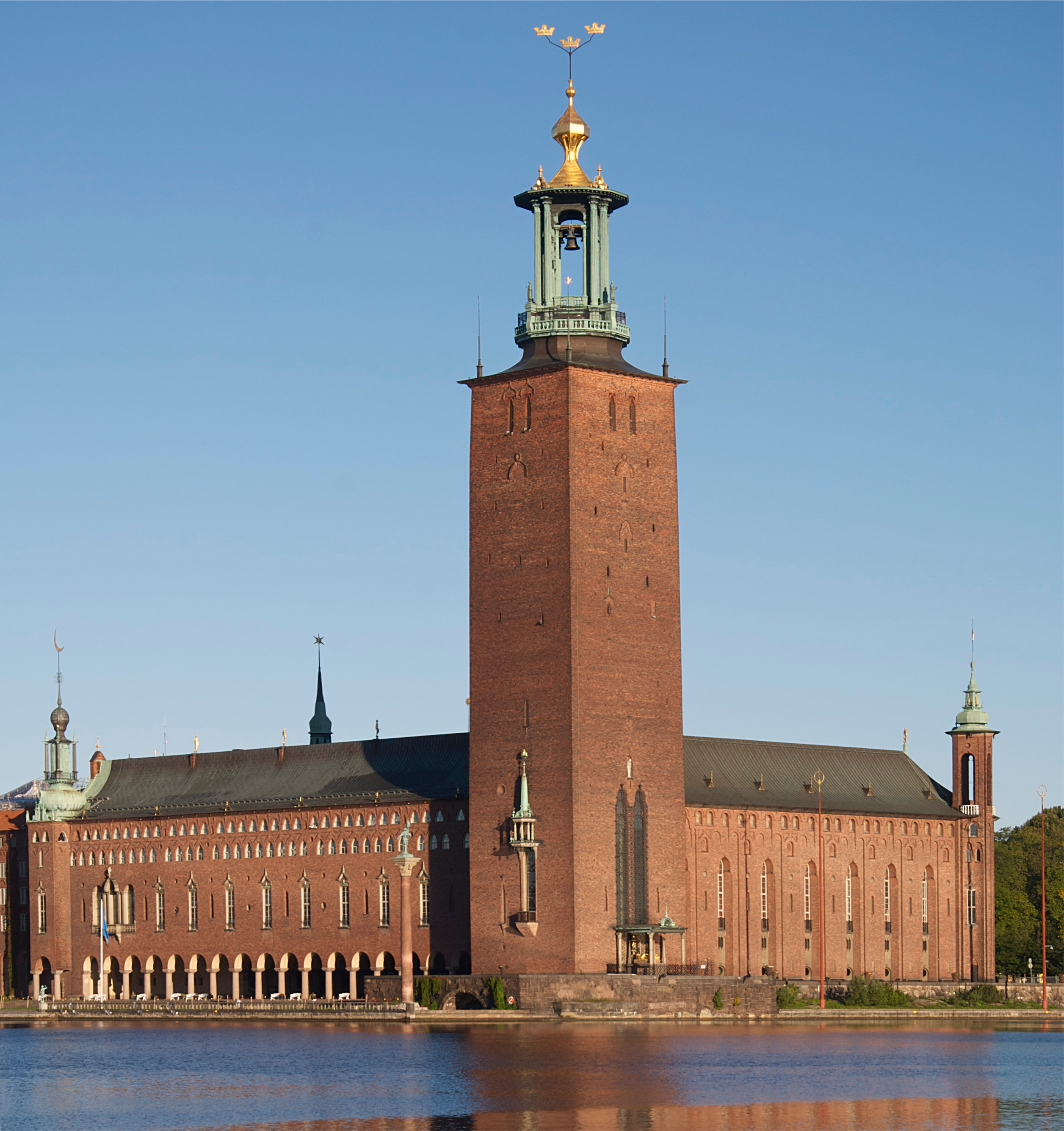
Stadshuset Stockholm (1911–23)

Ein Rathaus ist ein meist repräsentatives und älteres Gebäude und (Haupt-)Verwaltungssitz einer Gemeinde- oder Stadtverwaltung. Es ist in der Regel Sitzungs- und Tagungsort des Gemeinde- oder Stadtrates. In den deutschen Stadtstaaten dient es auch als Sitz des Landesparlamentes.
Als Verwaltungssitz beherbergt das Rathaus oft mehrere oder alle kommunalen Behörden (Ämter) wie das Einwohnermeldeamt oder das Standesamt. Bisweilen sind einzelne Behörden räumlich ausgelagert oder es sind wenigstens für den Publikumsverkehr zusätzlich Bürgerämter eingerichtet. Oftmals handelt es sich um alte, denkmalgeschützte Gebäude und der namensgebende Stadt- oder Gemeinderat tagt oft außerhalb des Rathauses, um etwa mobilitätseingeschränkten Ratsleuten und Zuschauern eine Teilnahme zu ermöglichen.

## Geschichte
Bereits im antiken Griechenland gab es Rathäuser (Bouleuterion), in denen der Rat zusammenkam. Das Bouleuterion war jedoch nicht gleichzeitig der Ort für die Verwaltung, die im Prytaneion untergebracht war.
Im Mittelalter entwickelten sich die ersten Rathäuser (auch Spielhaus genannt) – vor allem infolge der Verleihung des Stadtrechts – als Mehrzweckgebäude und bedeutsamster Profanbau der Städte. Hier tagte der Magistrat oder Stadtrat, der sich meist aus zwölf Räten und Richtern aus einflussreichen Familien oder Patriziern zusammensetzte und deshalb auch „Zwölfer“ genannt wurde. Den Zünften und Gilden war das Rathaus als Sitz des Rates vielerorts verschlossen, weshalb sie eigene Gebäude errichteten. Anspruch und Selbstverständnis der städtischen Elite spiegelte sich in der oft reichhaltigen architektonischen Ausgestaltung des Gebäudes wider.
Da viele Rathäuser aus der Verleihung von Stadt- und Marktrechten entstanden, wurde das Erdgeschoss sehr häufig als offene Markthalle gestaltet. Darüber fand sich mitunter eine weitere Markthalle, ein „Tanzboden“ oder bereits der Rats- und Gerichtssaal, der in der Regel im obersten Vollgeschoss lag. Daneben wurden meist nur ein oder zwei Verwaltungsräume und eine Küche zur Bewirtung eingerichtet. Der Rathausturm beherbergte mancherorts die einzige öffentliche Uhr der Stadt (siehe auch: Belfried).
Im 19. Jahrhundert, nach der Wiedergewinnung der Gemeindeautonomie, wurde die Bauaufgabe des Rathauses wieder bedeutsam. Oft orientierte man sich dabei an der gotischen Formensprache der ersten Blütezeit der Rathäuser (etwa beim Wiener Rathaus, einem Bau aus der Gründerzeit). Im 20. Jahrhundert sind eindrucksvolle Rathäuser unter anderem in Skandinavien entstanden, etwa Stockholms stadshus und das Rathaus von Oslo.
Der Rathausbau wurde in der Regel im Zentrum der Städte errichtet und nach und nach erweitert. Im Zuge der Gemeindereformen seit den 1970er Jahren wurden in Deutschland viele Rathäuser heutiger Ortsteile anderen Verwendungen zugeführt.
Bis Anfang des 20. Jahrhunderts schrieb man Rath statt Rat, aber nur selten Rathhaus statt Rathaus. Ein Beispiel für Rathhaus: „Am 3. Mai 1902 vollzog die Stadt Duisburg am Rhein die festliche Weihe eines neuen Rathhauses als eine Blüthe jenes intensiven Entwicklungs-Prozesses, welchen die deutschen Städte mit nur ganz geringen Ausnahmen nach dem deutsch-französischen Kriege durchmachten.“ Im dazugehörigen historischen Lageplan steht jedoch „Der Rathaus-Neubau der Stadt Duisburg – Lageplan“. In der ersten Auflage des Duden finden sich 1880 Rat und Rath, aber nur Rathaus. Johann Georg Krünitz nannte in seiner Oeconomischen Encyclopädie 1812 nur das „Rathhaus, ein öffentliches Gebäude in den Städten, in welchem sich die Rathsherrn versammlen.“ Für das 17. Jahrhundert sind auch die Formen rathus, rahtshaus, rauthaus, ratshaus, rahthaus, ratthaus und radthausz überliefert. Im Mittelhochdeutschen sind rathus und ratpalas belegt.

## Bekannte Rathäuser

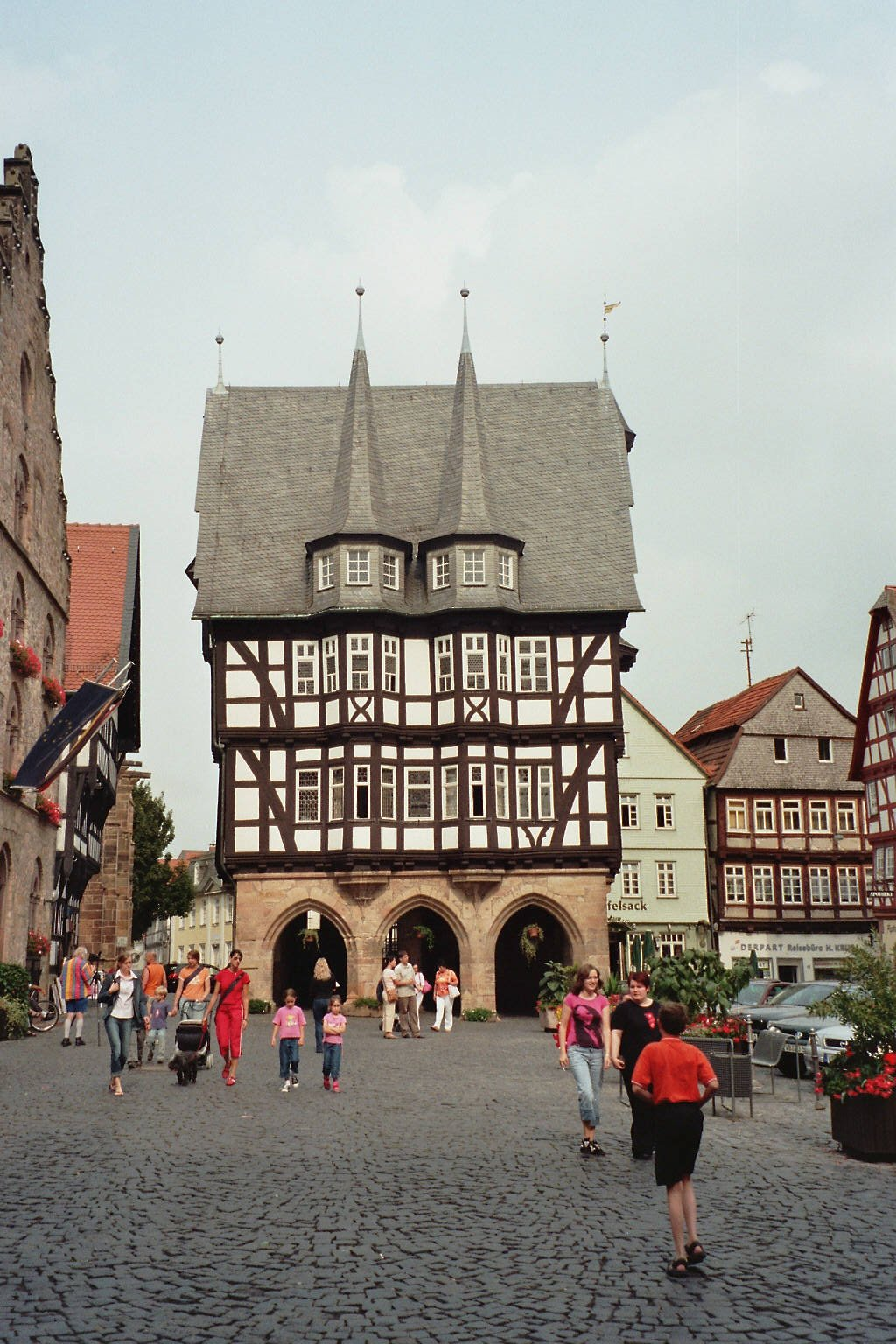
Das Rathaus von Alsfeld (1512–1516)

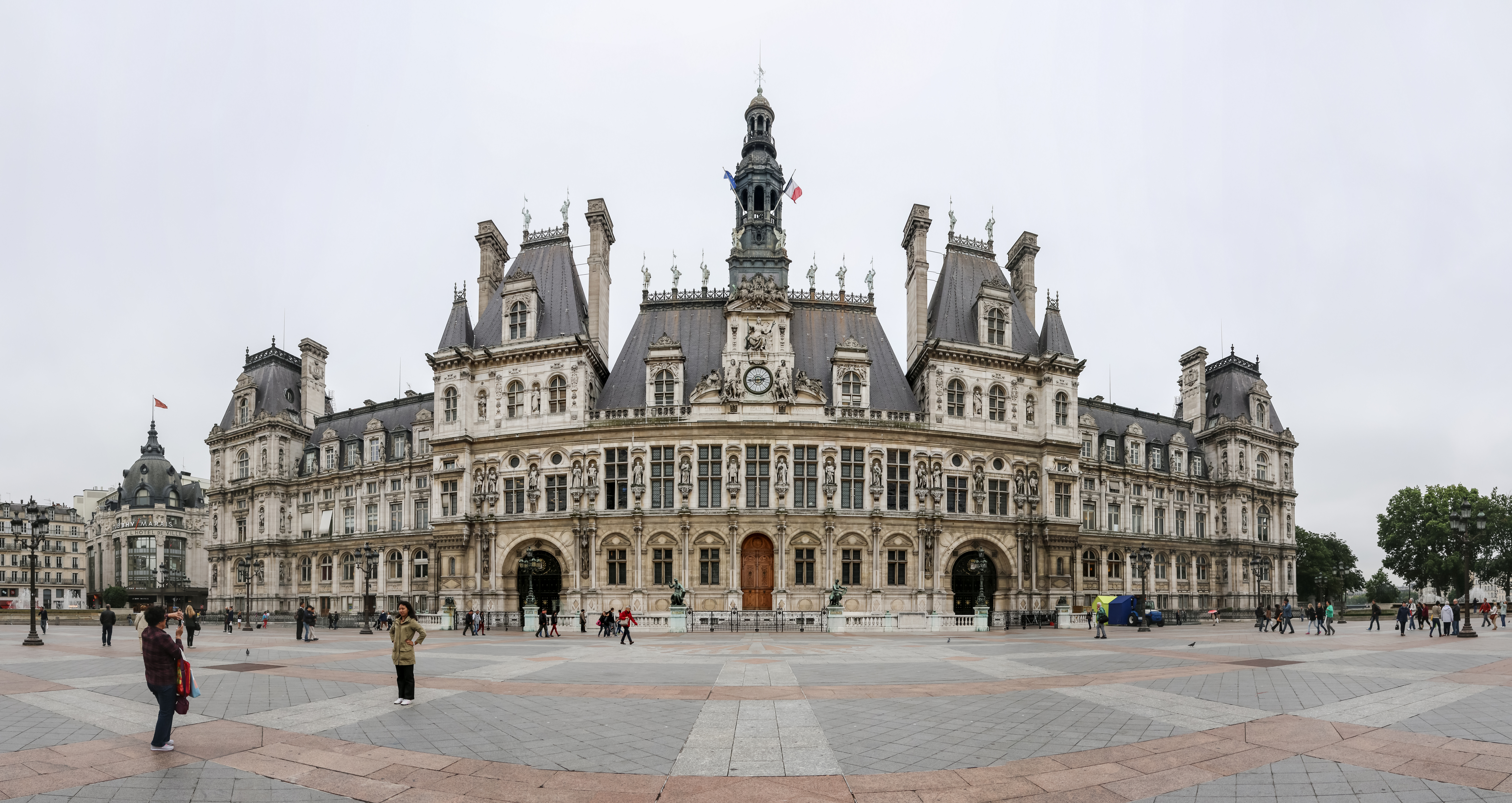
Das Hôtel de Ville von Paris (1874–1882)

Das Rathaus Essen weist die größte tatsächlich genutzte Höhe auf, da die Bauhöhe dort in Gänze als nutzbare Fläche umgesetzt ist. Zudem verfügt es als einziges Rathaus Deutschlands über einen Hubschrauberlandeplatz, der jedoch nie nutzbar war. Das Gebäude in Essen ist 106 Meter hoch, birgt 69.000 m² Nutzfläche verteilt auf 23 Stockwerke und wurde 1979 fertiggestellt.
Die größte Bauhöhe besitzt das Neue Rathaus in Leipzig mit einem 114,5 Meter hohen Turm, welcher jedoch, abgesehen von dem ästhetischen Effekt, keine nennenswerte Funktion hat. Das über 110 Meter breite Gebäude wurde 1905 fertiggestellt. Das Zürcher Rathaus war hingegen freistehend im Fluss errichtet worden und beherbergt heute nach der Auflösung der Stadtrepublik Zürich das Kantonsparlament, die Kantonsregierung sowie als Gast das Gemeindeparlament der Stadt Zürich.
Das Basler Rathaus wurde in seiner heutigen Form, mit seinen beiden Anbauten zur rechten und linken Seite, im Jahr 1904 erbaut. Das direkt am Basler Marktplatz liegende Gebäude fällt durch seinen roten Sandstein und den markanten Turm auf. An derselben Stelle wurde 1290 das politische Zentrum Basels etabliert. Im Jahr 1501 trat Basel der Eidgenossenschaft bei. Der Grosse Rat, der damals keine Kosten scheute, beschloss darauf im Jahr 1503, einen Neubau mit einer Verbindung zum «Palast der Herren» zu errichten. In dieser Zeit entstanden auch die Wappen der Orte (Kantone) auf den Zinnen. Hans Holbein der Jüngere wurde 1521 mit der Bemalung dieses Saales und Hans Bock der Ältere mit der Restaurierung beauftragt.
Das Rathaus Alsfeld ist überwiegend als Fachwerkbau ausgeführt und ist baulich der späten Gotik im Übergang zur Renaissance zuzuordnen.
Als eines der prächtigsten Rathäuser seiner Zeit gilt das spätgotische Rathaus in Leuven (Löwen) in Belgien. Anstatt eines Rathausturms befinden sich an den beiden Giebelseiten je zwei Ecktürme und ein Turmerker am First.
Als Deutschlands ältestes Rathaus gilt der Vorgängerbau des Kölner Rathauses, dessen erster urkundlicher Nachweis aus der Schreinskarte von 1135 stammt. Einer der ältesten erhaltenen Rathausbauten Deutschlands ist das gotische Rathaus Quedlinburg, welches in seinem Kern bis auf die 2. Hälfte des 13. Jahrhunderts zurückgeht und dessen Dachkonstruktion im Jahr 1289 aufgesetzt wurde, während die erste urkundliche Erwähnung aus dem Jahr 1310 überliefert ist.
Das Hofer Rathaus weist mehrere Besonderheiten auf: es diente anderen Rathäusern wie dem Weimarer Rathaus als Vorbild und es gibt ein Modell des Rathauses in der US-amerikanischen Partnerstadt Ogden (Utah). Es ist ein typisches Rathaus einer Mittelstadt.
In ganz Europa gibt es Rathäuser aus den verschiedensten Epochen und mit jeweils unterschiedlichen regionalen Einflüssen. Die Rathäuser waren als Aushängeschild der Städte auch Ausdruck einer örtlichen Identität.